# Hermenegild Santapau i Bertomeu
Hermenegild Santapau i Bertomeu (La Galera, Montsià, 5 de desembre de 1903 - Bombai, Índia, 13 de gener de 1970) va ser un jesuïta i botànic català.
Ingressà al noviciat de la Companyia de Jesús a Gandia, amb setze anys. Va continuar els estudis clàssics i d'idiomes a Espanya i a Londres, passant a Roma per doctorar-se en filosofia el 1927. L'any següent va marxar d'Europa cap a l'Índia per completar els seus estudis de teologia. A l'Índia, se li desenvolupà l'interès per la botànica. Va tornar a Anglaterra, on va obtenir el títol de batxillerat i el doctorat en botànica al Royal College of Science i l'Imperial College London. Va recollir plantes als Pirineus Orientals el 1934 i als Alps italians el 1936, i va treballar a l'herbari del Reial Jardí Botànic de Kew des de 1938. Després de dos anys treballant a l'herbari a Kew, Santapau es va incorporar al professorat del St. Xavier’s College, Bombay, el 1940, com a professor de botànica. Durant la seva residència a Bombai va realitzar nombrosos viatges de recollida a les vacances entre els seus termes i quan treballava com a professor visitant. El 1946 va recollir a Balutxistan i després a Kathiawar, per exemple, i entre 1950 i 1955 al bosc dels Dangs (Gujurat). Al llarg de la seva carrera, Santapau va abastar grans àrees de l'Índia, des del Ghats occidental i oriental, Goa i Andhra Pradesh fins a les regions del nord d'Assam, Darjeeling i l'Himàlaia Oriental, Dehra Dun i Mussoorie. Va ser particularment actiu durant l'any que va passar com a botànic principal a l'Enquesta botànica de l'Índia el 1954.
Entre el 1961 i el 1968 fou director de l'Institut Botànic de l'Índia (Botanical Survey of India, BSI). Durant el seu mandat va dirigir una delegació de botànics indis en una gira de tres mesos a l'URSS (1962) i a Edimburg per al desè Congrés Botànic Internacional (1964). També exercí com a professor de botànica. Destacà per la seva notable contribució a l'estudi i la identificació de noves espècies de plantes, com Ethelbert Blatter (1877-1934) i Cecil Sandanha (1926-2002), jesuïtes com ell, que van exercir la seva tasca a la part occidental de l'Índia.
Entre les seves obres destacades es troben "The Flora of Khandala on The Western Ghats of India" (Delhi, 1953), amb A.N. Henry a A Dictionary of the Flowering Plants in India (New Delhy, 1975). Altres publicacions seves són Purandhar (1958) i Saurashtra (1962), a més d'obres sobre les acantàcies, Asclepidaceae, Periplocaceae i orquídies de Bombay.
En honor seu es batejà l'espècie Santapaui.
Va ser membre de l'Institut Nacional de Ciències de l'Índia, de la Linnean Society i de la Indian Botanical Society, així com de la Royal Asiatic Society of Bengal i de la Bombay Natural History Society, entre d'altres. Va rebre diversos honors i premis en reconeixement de la seva tasca com a botànica i docent, inclosa la Medalla Birbal Sahni de la Indian Botanical Society.